# Schirrhein
Schirrhein ist eine französische Gemeinde mit 2272 Einwohnern (Stand 1. Januar 2021) im Département Bas-Rhin in der Region Grand Est (bis 2015 Elsass). 

## Geografie
Die Grenze zu Schirrhoffen führt teils durch Wohnquartiere. Die weiteren Nachbargemeinden sind Drusenheim, Oberhoffen-sur-Moder, Soufflenheim und Haguenau.

## Geschichte
Von 1871 bis 1918 gehörten Lothringen und das Elsass zum deutschen Kaiserreich, und die Ortschaft hieß „Schirrheim“. Der Ortsname hat einen keltischen Ursprung: „scir“ bedeutet „Halle“, „Scheune“ oder zu trocknendes Heu. Der Fußballer Oscar Heisserer (1914–2004) wurde in Schirrhein geboren.

## Bevölkerungsentwicklung
| Jahr      | 1962 | 1968 | 1975 | 1982 | 1990 | 1999 | 2008 | 2019 |
| Einwohner | 1763 | 1882 | 1987 | 1921 | 1850 | 2027 | 2160 | 2258 |

Kirche St. Nikolaus in Schirrhein
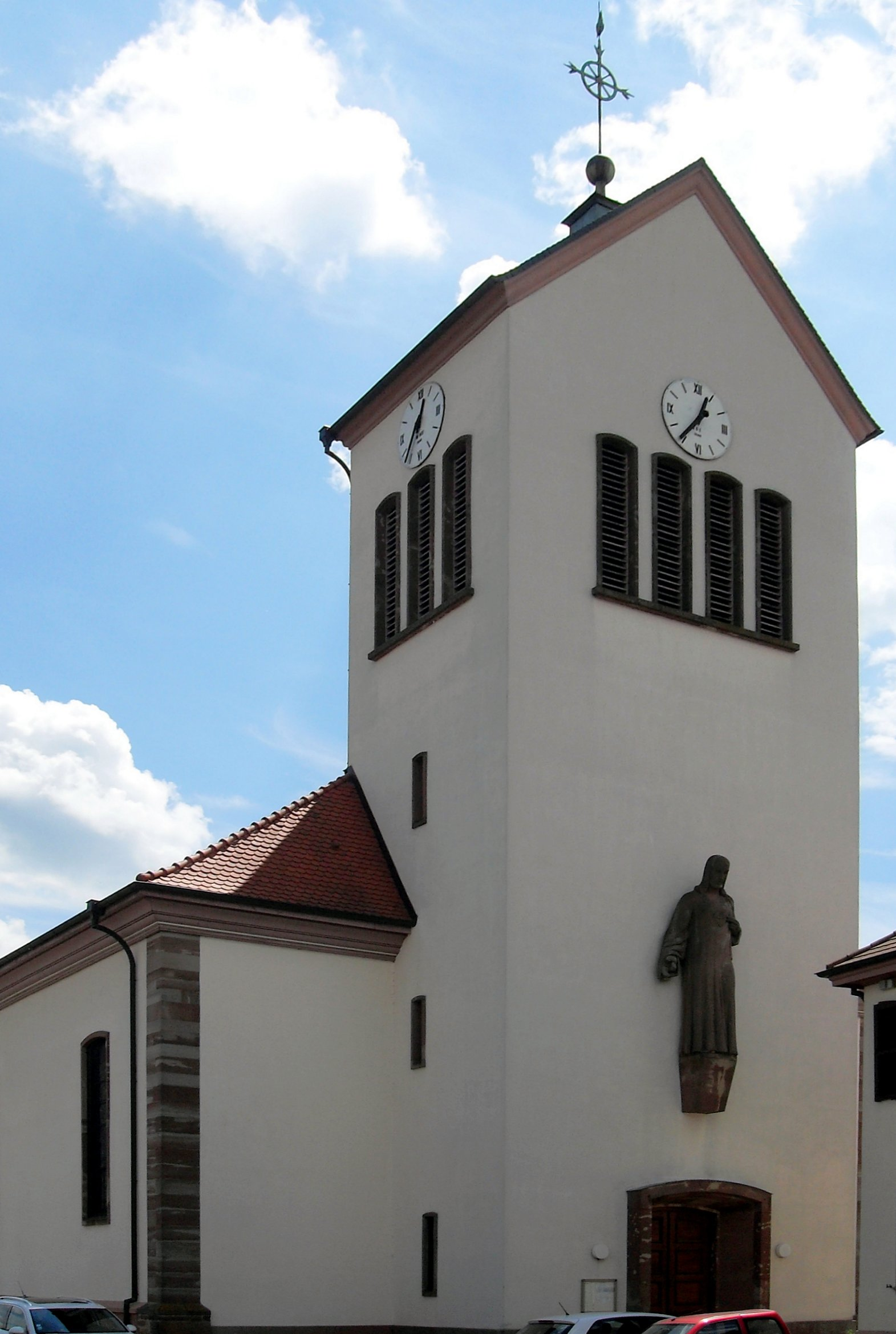
Westseite
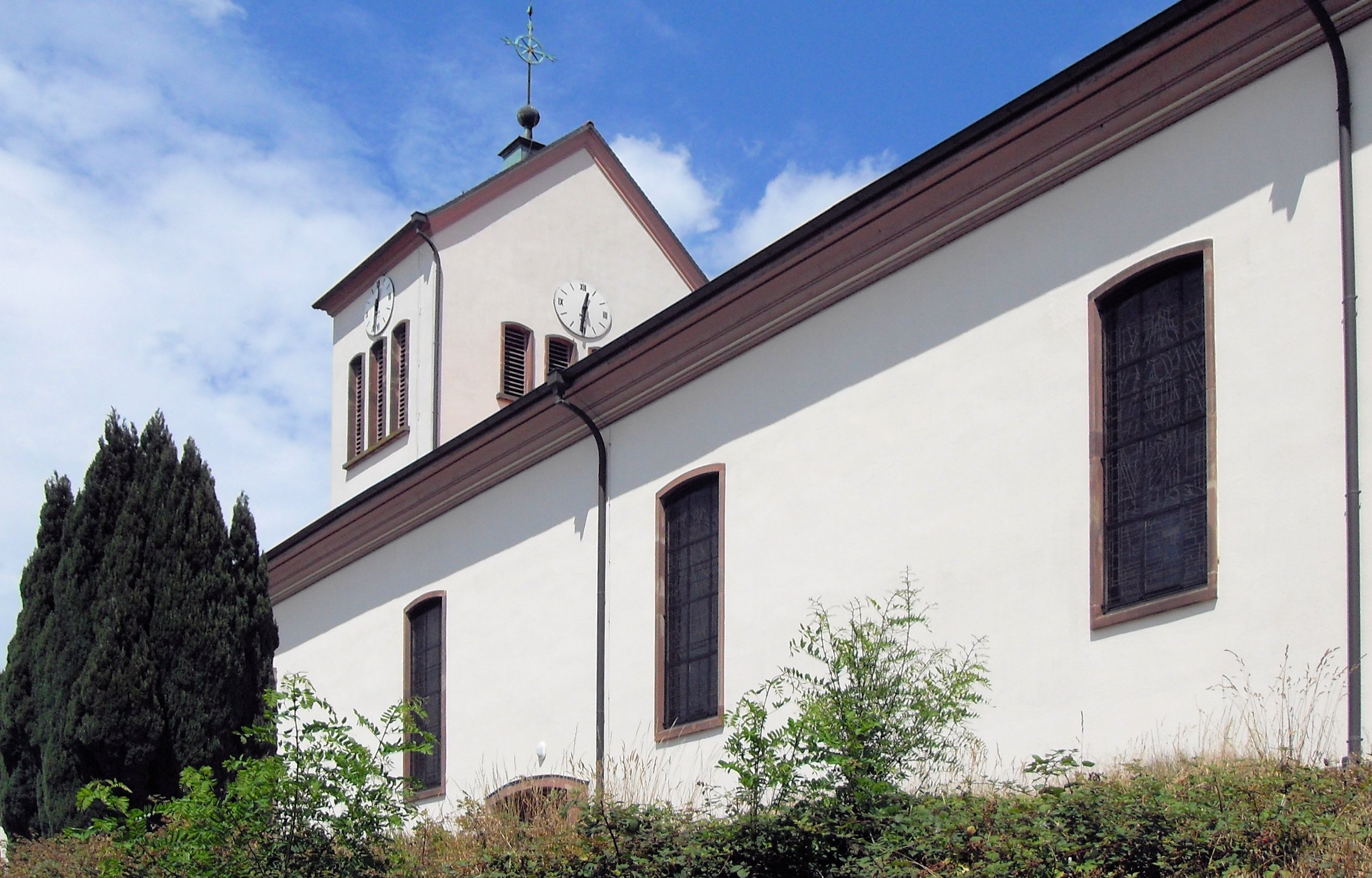
Südostseite